# Бразильская золотая лихорадка
Бразильская золотая лихорадка — золотая лихорадка в португальской колонии Бразилия в 1700-х годах.

## История
Лихорадка началась в районе Ору-Прету с находки бандейрантами («охотники за индейцами») большого месторождения золота в горах территории Минас-Жерайс.. Экспедиции бандейрантов, или бандейры, не организовывались властями, их участники обеспечивали себя всем необходимым самостоятельно. Первоначально бандейранты занимались угоном в рабство индейцев, а когда в 1660-х годах португальское правительство назначило награду за разведку месторождений золота и серебра в Бразилии, они занялись этим наряду с угоном индейцев в рабство, позднее полностью переключились на поиски золота, серебра, алмазов и других полезных ископаемых. Бандейранты собирались в небольшие группы и исследовали внутренние области Бразилии. Группы состояли из аборигенов и людей европейского происхождения, перенявших их образ жизни, позволявший выжить в условиях влажных тропических лесов. Поселение золотоискателей Вила Рика (Богатый город) стало центром золотой лихорадки. В 1712 году Вила Рика получил статус города, а в 1720 году стал столицей Минас-Жерайс. В 1823 году Вила Рика получил статус имперского города Ору-Прету (Черное золото).

## Итоги
Бразильская золотая лихорадка стала самой массовой и длительной золотой лихорадкой, более 400 тысяч старателей из Португалии и полумиллиона рабов из Африки участвовали в ней с 90-х годов XVII века до 20-х годов XIX века. Многие люди покидали плантации сахарного тростника и города северо-восточного побережья Бразилии и перебирались в Ору-Прету. К 1725 году уже половина населения Бразилии проживала на юго-востоке. Золотая лихорадка имела огромное значение для бразильской экономики и привела к такому значительному притоку капитала в юго-восточные колонии, что португальское правительство в 1763 году переместило столицу Бразилии из Салвадора (на северо-востоке) в Рио-де-Жанейро. Всего с 1700 по 1800 годы тут было добыто 1000 тонн золота и 3 миллиона каратов алмазов.